# Pseudosmittia brevitarsis
Pseudosmittia brevitarsis är en tvåvingeart som beskrevs av Lars Zakarias Brundin 1947. Pseudosmittia brevitarsis ingår i släktet Pseudosmittia och familjen fjädermyggor. Inga underarter finns listade i Catalogue of Life.